# Axos cliftoni
Axos cliftoni är en svampdjursart som beskrevs av Gray 1867. Axos cliftoni ingår i släktet Axos och familjen Hemiasterellidae.
Artens utbredningsområde är havet kring Australien. Inga underarter finns listade i Catalogue of Life.